# Gaston Heenen
Pour les articles homonymes, voir Heenen.
Gaston Heenen, né le 20 février 1880 à Hasselt et mort le 20 septembre 1963 à Ixelles, est un officier belge et gouverneur au Congo belge.

## Biographie
Gaston René Joseph Heenen, né le 20 février 1880 à Hasselt est le fils de Nicolas Guillaume Heenen et d'Isabelle Lefrère. Il était marié à Jeanne Levy.  
À l’âge de seize ans, il s'engage dans l'armée belge comme enfant de troupe au 11e régiment de ligne. En juin 1903, il est promu sous-lieutenant d'infanterie sorti du cadre.   
En avril 1911, il entre au service du gouvernement du Congo belge, accomplissant deux séjours au Katanga, en d'avril 1911 à 1913 puis en 1914-1917. Pendant la Première Guerre mondiale, il participe à la campagne d'Afrique comme chef de bataillon et comme chef d'état-major de brigade. Il s'y distingue et est cité à deux reprises à l'ordre du jour des troupes coloniales.  
À partir de 1918, ce sont des fonctions administratives au Congo belge qui vont l'occuper. De 1922 à 1926, il est commissaire général du Katanga. En 1925, il accompagne le prince Léopold III lors de son périple au Congo.  
En 1926, il retourne en Belgique et est attaché au cabinet du ministre des Colonies Édouard Pecher puis, de 1926 à 1927, de son successeur à ce poste, Henri Jaspar.  
Il est nommé vice-gouverneur général du Congo en juillet 1927. À partir de 1928, il est nommé gouverneur du Katanga. Il s'efforce d'y développer l'économie, les communications et les écoles. 
Après un conflit en 1933 avec le gouverneur général Tilkens, il démissionne de ses fonctions de vice-gouverneur général du Congo et de gouverneur du Katanga. Il occupera par la suite de nombreux mandats d'administrateur dans les sociétés coloniales, leur apportant son expertise. En 1934 il est également nommé président du Fonds reine Élisabeth pour l'assistance médicale aux indigènes (Foreami). 
Après son retour en Belgique, il reprend du service dans l'armée belge et est promu lieutenant-colonel dans le régiment des Grenadiers. Il atteindra le grade de général-major dans l'armée belge.
Il est brièvement ministre des Colonies dans le cabinet Pierlot de février à avril 1939. 
Pendant la Deuxième Guerre mondiale, il entre dans la Résistance et prend le commandement de la zone du Grand Bruxelles pour le compte de l'Armée secrète. 
À la suite de son décès le 20 septembre 1963 à Ixelles, les funérailles ont lieu à l'église Saint-Étienne d'Ohain et il est inhumé dans le cimetière d'Ohain. 

## Décorations
- Grand-croix de l'ordre de la Couronne en juin 1939 (Belgique).
- Grand-croix de l'ordre de Léopold II (Belgique).
- Commandeur de l'ordre de Léopold (Belgique).
- Croix de guerre 1914-1918 (Belgique).
- Croix du feu et Médaille de la Résistance armée 1940-1945 (Belgique).
- Grand officier de l'ordre de l'Étoile africaine (Congo belge).
- Commandeur de l'ordre royal du Lion (Congo belge).
- Officier de la Légion d'honneur (France).
- Commandeur de l'ordre de la Couronne d'Italie.
- Commandeur de l'ordre du Christ (Portugal).
- Grand officier de l'ordre d'Aviz (Portugal).

## Publications
- Note sur le district du Lomami, Bulletin de la Société belge d’études coloniales, 1923, p. 15.
- Considérations au sujet de notre politique indigène, Bulletin de la Société belge d’études et d’expansion, 1928, p. 544.